# Draco timoriensis
Draco timoriensis Kuhl, 1820, conosciuto anche come drago volante di Timor, è una specie di lucertola endemica delle Piccole Isole della Sonda, dell'Indonesia e di Timor Est.